# Time (Steeleye Span)
| Recensione | Giudizio |
| ---------- | -------- |
| AllMusic   |          |

Time è un album degli Steeleye Span, pubblicato dalla Shanachie Records nel 1996.

## Tracce
1. The Prickly Bush – 6:03 (Brano tradizionale, arrangiamenti: Steeleye Span)
2. The Old Maid in the Garrett / Tam Lin (reel) – 5:55 (Brano tradizionale, arrangiamenti: Steeleye Span)
3. Harvest of the Moon – 4:11 (Steeleye Span)
4. Underneath Her Apron – 5:13 (Brano tradizionale, arrangiamenti: Steeleye Span)
5. The Cutty Wren – 2:50 (Brano tradizionale, arrangiamenti: Steeleye Span)
6. Go from My Window – 5:19 (Brano tradizionale, arrangiamenti: Steeleye Span)
7. The Elf-Knight – 8:39 (Brano tradizionale, arrangiamenti: Steeleye Span)
8. The Water Is Wide – 7:33 (Brano tradizionale, arrangiamenti: Steeleye Span)
9. You Will Burn – 4:53 (Steeleye Span)
10. Corbies – 3:42 (Brano tradizionale, arrangiamenti: Steeleye Span)
11. The Song Will Remain – 4:16 (Steeleye Span)

## Musicisti
- Maddy Prior - voce
- Gay Woods - voce, bodhrán
- Bob Johnson - voce, chitarra elettrica
- Peter Knight - voce, violino
- Tim Harries - voce, basso, tastiere
- Liam Genockey - batteria, percussioni